# Exoprosopa sola
Exoprosopa sola är en tvåvingeart som beskrevs av Joseph Hannum Painter 1939. Exoprosopa sola ingår i släktet Exoprosopa och familjen svävflugor. Inga underarter finns listade i Catalogue of Life.